# グスタヴァス・ハミルトン (第2代ボイン子爵)

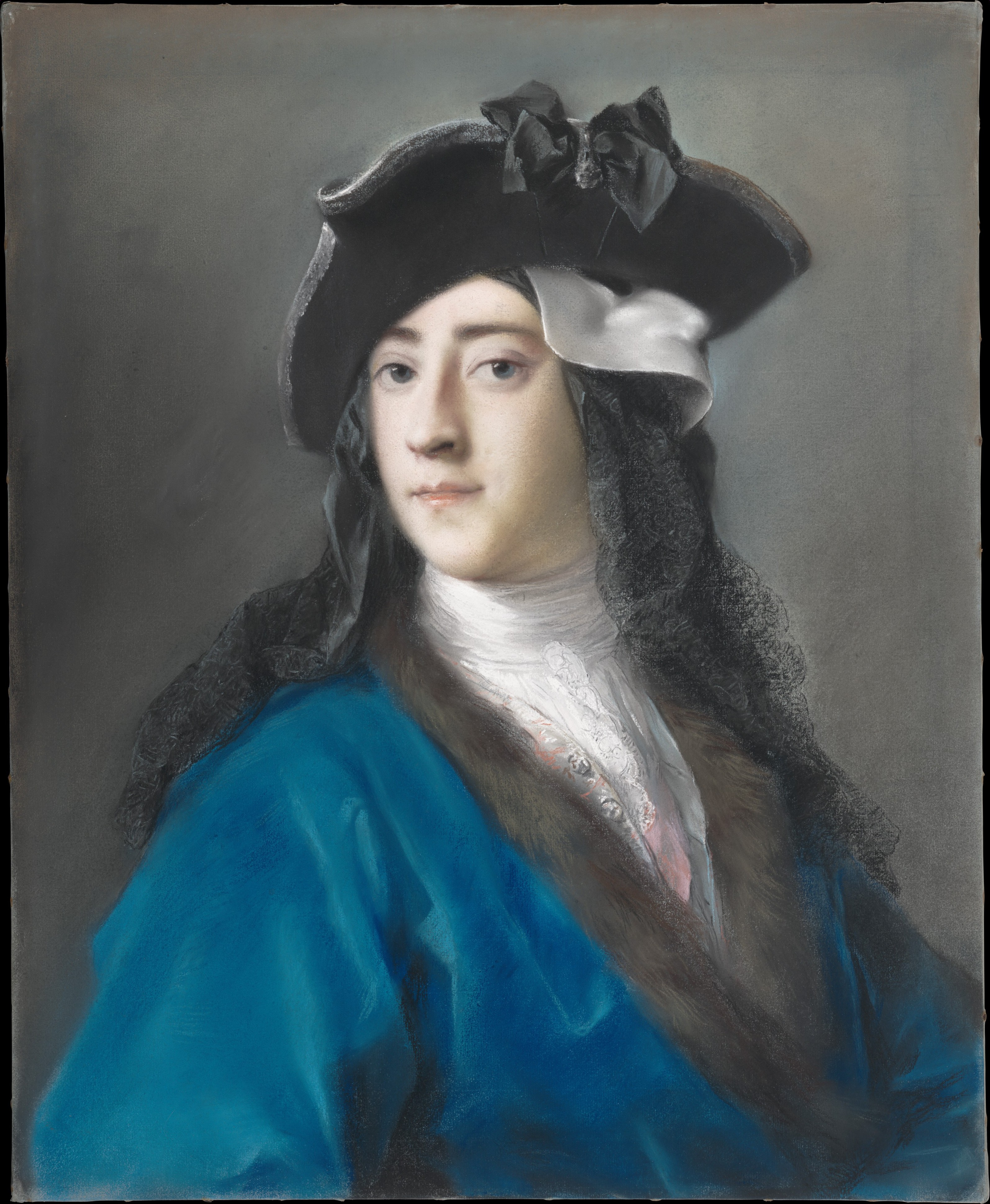
ロサルバ・カリエラによる肖像画、1730年/1731年作。

第2代ボイン子爵グスタヴァス・ハミルトン（英語: Gustavus Hamilton, 2nd Viscount Boyne PC (Ire)、1710年 – 1746年4月18日）は、アイルランド貴族、グレートブリテン王国の庶民院議員。

## 生涯
フレデリック・ハミルトン閣下（初代ボイン子爵グスタヴァス・ハミルトンの長男）とエリザベス・ブルック（Elizabeth Brooke）の長男として、1710年に生まれた。1715年12月10日に父が、1723年9月16日に祖父が死去すると、ボイン子爵の爵位を継承した。1719年から1724年までウェストミンスター・スクールで教育を受けた後、グランドツアーに出た。
1736年2月に与党ホイッグ党の一員としてワイト島のニューポート選挙区で庶民院議員に当選、同年8月9日にアイルランド枢密院の枢密顧問官に任命された。翌年に年収1,000ポンドの官職を得て、以降政府側として投票した。1741年イギリス総選挙で立候補せず、議員の座から退いた。
1746年4月18日に死去、生涯未婚だったため叔父グスタヴァスの息子フレデリックが爵位を継承した。